# Чекрыжев, Василий Степанович
Васи́лий Степа́нович Чекрыжев (1914 — неизвестно) — советский футболист, полузащитник.
В 1936 году провёл матч 1/64 финала Кубка СССР в составе ленинградского «Локомотива» против «Динамо — Трудкоммуны № 1» Болшево (0:5). В 1938 году сыграл 12 матчей за «Зенит» Ленинград в чемпионате СССР, в 1939 — 8 матчей в группе «Б».